# 노영심
노영심(盧英心, 1967년 2월 20일(음력 1월 12일) ~ )은 대한민국의 피아노 연주자, 싱어송라이터, 음악감독, 방송인이다. 주로 대부분 이지 리스닝과 팝 발라드 성향의 곡들을 많이 작곡한 그녀는 1989년 가수 변진섭의 곡 '〈희망사항〉'을 작사,작곡하면서 대중음악계에 첫 발을 내디뎠고 이후 가수로도 데뷔하여 〈별 걸 다 기억하는 남자〉를 히트시켰다. 대표곡으로는 선배 가수 여진의 원곡을 리메이크한 〈그리움만 쌓이네〉 등이 있다. 노영심이 자신의 앨범 [1997 이야기 피아노 (무언가無言歌)] 에 수록한 '학교 가는 길' (작곡 김광민)이 유명하다. 2022년 인기리에 종영한 ENA 드라마 '이상한 변호사 우영우'의 음악감독으로 활동했다.

## 음악 활동

### 작곡, 작사
- 1989년 〈희망사항〉 - 변진섭 (작사/작곡:노영심)
- 1990년 〈마음에 쓰는 편지〉 - 임백천 (작사/작곡:노영심)
- 1991년 〈그녀를 만나는 곳 100m 전〉 - 이상우 (작사:노영심/작곡:이남우)
- 1992년 〈그대 내게 다시〉 - 변진섭 (작사:노영심/작곡:김형석)
- 1992년 〈별걸 다 기억하는 남자〉 - 노영심 (작사/작곡:노영심)
- 1995년 〈시소타기〉 - 노영심 (작사/작곡:노영심)
- 1998년 〈가장 슬픈 날의 왈츠〉 - 변진섭 (작사/작곡:노영심)
- 1999년 〈편지할게요〉 - 박정현 (작사:노영심)
- 2006년 〈아무리 생각해도 난 너를〉 - 스윗 소로우 (작사/작곡:노영심)
- 2007년 〈사랑한단 말이야〉 - 간미연 (작사/작곡:노영심)
- 2008년 〈당신은 참〉 - 성시경 (작사/작곡:노영심)

### 그 외
- 《연애시대 OST》(2006년)
- 《이하나의 페퍼민트》 여는 곡 《Peppermint Walking》(2008년)

## 방송 활동

### TV
- 《노영심의 작은음악회》(1991년 ~ 1994년, KBS)
- 《토요일 토요일은 즐거워》(1991년, MBC)
- 《젊음의 행진》(1991년, KBS)
- 《여기 젊음이》(1991년, MBC)
- 《퀴즈탐험 신비의 세계》(1991년, KBS)
- 《스타와 만나요》(1992년, SBS)
- 《연예가중계》(1992년, KBS)
- 《자니윤 이야기쇼》(1992년, SBS)
- 《뮤직스테이션》(1993년, KBS)
- 《독점 연예정보》(1993년, SBS)
- 《TV청년내각》(1994년, MBC)
- 《한여름 밤의 재즈 콘서트》(1994년, MBC)
- 《일요일 일요일 밤에》(1994년, MBC)
- 《이문세쇼 - 성탄특집》(1995년, KBS)
- 《문화스페셜》(1995년, MBC)
- 《95 MBC대학가요제》(1995년, MBC)
- 《밤과 음악사이》(1996년, KBS)
- 《노영심이 여는 세상》(1996년, KBS)
- 《KBS 빅쇼》(1996년, KBS)
- 《엄앵란 이택림의 사랑방》(1997년, KBS)
- 《금요예술무대》(1997년, MBC)
- 《슈퍼선데이》(1997년, KBS)
- 《노영심이 만난 세 남자》(1997년, KBS)
- 《수요예술무대》(1999년, MBC)

## 기타 활동

### 저서
- 2011년 11월 가톨릭출판사의 《고통과 아픔을 기도로 극복한 문화 예술인의 이야기》, 《슈퍼스타》 공저

### 영화
- 《돌아온 영웅 홍길동》 - 돌순이 목소리 역

### CF
- 삼익피아노
- 동아일보